# Dell Adamo

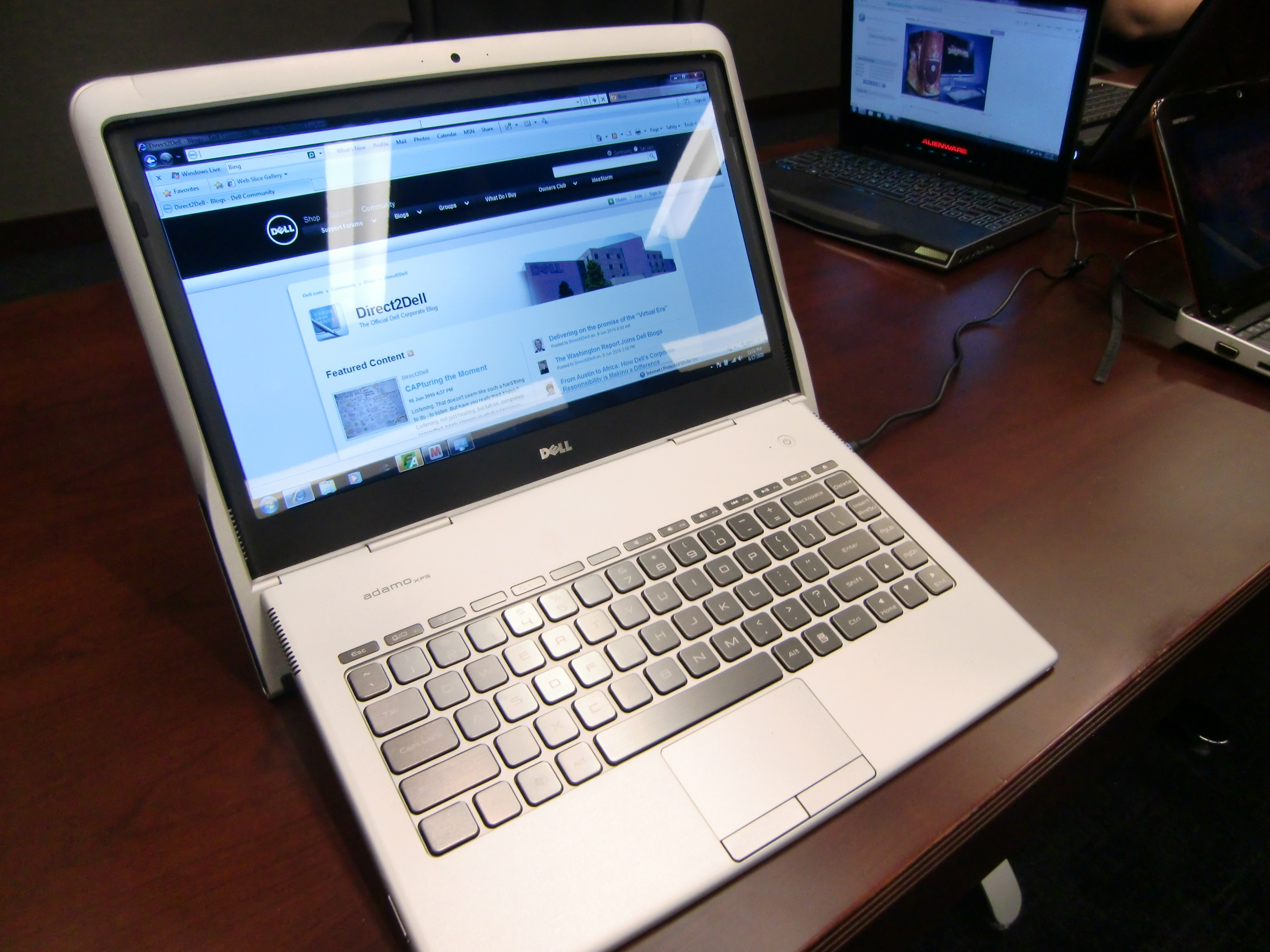
Dell Adamo XPS

Das Dell Adamo ist ein Subnotebook des texanischen Herstellers Dell, das in Konkurrenz mit Geräten wie Apples MacBook Air, Lenovos ThinkPad X301 und Hewlett-Packards „Voodoo Envy 133“ steht. Im November 2009 veröffentlichte Dell das Adamo XPS, welches nur noch 9,7 bis 10,3 mm dick ist.

## Geschichte
Das Adamo wurde 2009 auf der Consumer Electronics Show vorgestellt. Das Notebook kam in der ersten Jahreshälfte 2009 auch auf den Markt.
Im November veröffentlichte Dell das Adamo XPS. Es ist mit einer Dicke von 9,7 bis 10,3 mm das dünnste Notebook der Welt und wird in Deutschland über die Media-Markt-Elektronikkaufhäuser vertrieben.

## Technik im Dell Adamo
Das Adamo ist in je zwei Ausstattungsvarianten verfügbar. Das Gerät besitzt ein Aluminium-Gehäuse. Das Adamo hat ein 13,4 Zoll großes Display. Es ist mit einem Intel Core 2 Duo auf Penryn-Basis mit 1,4 oder 2,1 GHz (nur bei Version „Onyx“) zu haben. Eine SSD mit 128 oder 256 GB (nur bei Version "Onyx") ist im Adamo verbaut. Es fehlt im Adamo ein eingebautes DVD-Laufwerk. Der Akku soll bis zu 5 Stunden durchhalten. Das Notebook kommuniziert drahtlos per WLAN in Netzen, die auf IEEE-802.11a/b/g/n basieren, sowie per Bluetooth 2.1. Ein Modem für UMTS und HSDPA ist ebenfalls vorhanden, allerdings nur in der teureren Variante des Geräts. Als Betriebssystem wird Microsoft Windows 7 Home Premium eingesetzt. Das Adamo hat einen Display Port, 3 USB-Ports (einmal eSATA-Kombination), Klinke-Audioausgang und einen integrierten RJ-45-Anschluss. Die Abmessungen des Notebooks betragen 331 mm × 242 mm × 9,99 mm (B×T×H) bei einem Gewicht von 1,81 kg.